# Christian Martínez Cedillo
Christian Martínez (16 de octubre de 1979) es un entrenador y exjugador de fútbol mexicano que se desempeñaba en la posición de portero, actualmente como director técnico se encuentra sin equipo.

## Trayectoria
Debutó en Primera División con las Águilas del América, donde jugó Copa Libertadores llegando a semifinales. Participó en los Juegos Panamericanos de Winnipeg donde obtuvo la medalla de oro venciendo a Honduras.
Fue Subcampeón con Rayados de Monterrey en dos ocasiones (Apertura 2004 y Apertura 2005) y campeón con los Esmeraldas del León (Apertura 2013 y Clausura 2014) donde a pesar de no ser del cuadro titular, apoyo en todo momento a William Yarbrough y lo aconsejó en varias ocasiones.
Defendió los colores de la selección mexicana de fútbol en dos oportunidades.
Estuvo inmerso en la bronca entre Richard Nuñez y Miguel Herrera en un partido amistoso entre Monterrey y Cruz Azul,
Christian fue de los más activos en la batalla campal.
Actualmente es un jugador retirado del Club León de la Primera División de México, donde consiguió dos Campeonatos: Apertura 2013 y Clausura 2014.

### Clubes
| Club                    | País                | Año         | Partidos |
| ----------------------- | ------------------- | ----------- | -------- |
| Club América            | México              | 1998 - 2001 | 8        |
| Puebla F.C.             | México              | 2001 - 2002 | 26       |
| San Luis F.C.           | México              | 2002 - 2004 | 19       |
| C.F. Monterrey          | México              | 2004 - 2009 | 130      |
| Indios de Ciudad Juárez | México              | 2010        | 14       |
| Estudiantes Tecos       | México              | 2010 - 2012 | 29       |
| Club León               | México              | 2012 - 2017 | 50       |
| Total en su carrera     | Total en su carrera | 1998 - 2017 | 276      |

## Selección nacional

### Categorías menores
Sub-20
| Mundial                                | Sede    | Resultado        | Partidos |
| -------------------------------------- | ------- | ---------------- | -------- |
| Copa Mundial de Fútbol Juvenil de 1999 | Nigeria | Cuartos de final | 5        |

Sub-23
| Torneo                    | Sede           | Resultado       |
| ------------------------- | -------------- | --------------- |
| Juegos Panamericanos 1999 | Canadá         | Medalla de oro  |
| Preolímpico 2000          | Estados Unidos | No se clasificó |

### Absoluta
Participaciones en Copa Oro
| Copa                            | Sede           | Resultado        |
| ------------------------------- | -------------- | ---------------- |
| Copa de Oro de la Concacaf 2000 | Estados Unidos | Cuartos de final |

Partidos internacionales
| # | Fecha                 | Rival     | Sede        | Estadio                       | Resultado | Competición                     |
| - | --------------------- | --------- | ----------- | ----------------------------- | --------- | ------------------------------- |
| 1 | 9 de enero de 2000    | Irán      | Oakland     | O.co Coliseum                 | 2 - 0     | Amistoso                        |
| 2 | 17 de febrero de 2000 | Guatemala | Los Ángeles | Los Angeles Memorial Coliseum | 1 - 1     | Copa de Oro de la Concacaf 2000 |

## Palmarés

### Campeonatos nacionales
| Título           | Club      | País   | Año  |
| ---------------- | --------- | ------ | ---- |
| Primera División | Club León | México | 2013 |
| Primera División | Club León | México | 2014 |

### Campeonatos internacionales
| Título               | Club                      | País   | Año  |
| -------------------- | ------------------------- | ------ | ---- |
| Juegos Panamericanos | Selección Mexicana Sub-23 | Canadá | 1999 |